# 버어먼초과
버어먼초과(Burman草科, 학명: Burmanniaceae 부르만니아케아이[*])는 마목의 과이다. 14속에 약 206 종의 초본식물을 포함하고 있다. 이름은 네덜란드의 식물학자 요하네스 뷔르만의 이름에서 따왔다.
2003년의 APG II 분류 체계는 이 과를 속씨식물군 내의 마목으로 분류하였다. APG II 분류 체계에 포함시키고 있는 식물 종의 범위는 1998년의 APG 분류 체계보다 넓어서, APG 분류 체계에서 티스미아과에 속했던 식물 종들도 포함하고 있다.

## 하위 분류
- 버어먼초속(Burmannia L.)
- Afrothismia Schltr.
- Apteria Nutt.
- Campylosiphon Benth.
- Dictyostega Miers
- Geomitra Becc.
- Gymnosiphon Blume
- Haplothismia Airy Shaw
- Hexapterella Urb.
- Marthella Urb.
- Miersiella Urb.
- Oxygyne Schltr.
- Thismia Griff.
- Tiputinia P.E.Berry & C.L.Woodw.